# Atif Muhammad Hussain
Atif Kamal Muhammad Hussain (arab. ‏عاطف كمال محمد حسين‎; ur. 29 czerwca 1960) – egipski i guamski judoka. Dwukrotny olimpijczyk. Zajął osiemnaste miejsce w Los Angeles 1984 i trzynaste w Barcelonie 1992. Walczył w wadze średniej i ciężkiej.
Uczestnik mistrzostw świata w 1991. Złoty i srebrny medalista mistrzostw Oceanii w 1990 roku. 

## Letnie Igrzyska Olimpijskie 1984
| Konkurencja | Eliminacje             | Klas. końcowa |
| Konkurencja | Przeciwnik I           | Miejsce       |
| ----------- | ---------------------- | ------------- |
| 86 kg       | Wálter Carmona (BRA) P | 18.           |

## Letnie Igrzyska Olimpijskie 1992
| Konkurencja | Eliminacje          | Repasaże              | Klas. końcowa |
| Konkurencja | Przeciwnik I        | Przeciwnik I          | Miejsce       |
| ----------- | ------------------- | --------------------- | ------------- |
| +95 kg      | Naoya Ogawa (JPN) P | Donald Obwoge (KEN) P | 13.           |